# جوزيف فيكتور آداميك
جوزيف فيكتور آداميك (بالإنجليزية: Joseph Victor Adamec)‏ هو كاهن كاثوليكي أمريكي، ولد في 13 أغسطس 1935 في بلدة إلبا في الولايات المتحدة، وتوفي في 20 مارس 2019.

## وصلات خارجية
- الموقع الرسمي